# Madaras Péter
Madaras Péter (Medgyes, 1981 –) erdélyi magyar szobrász, tanár és kurátor.

## Életpályája
1995 és 1999 között a sepsiszentgyörgyi Plugor Sándor Művészeti Líceum grafika szakán tanult, majd 2000 és 2004 között a nagyváradi Képzőművészeti Egyetemen Bone Rudolf irányításával szobrászatot hallgatott. 2023-ban megkezdte doktori tanulmányait a Temesvári Nyugati Egyetem Képzőművészeti Tanszékén, Kocsis Rudolf   témavezetésével.
Az egyetem elvégzése után feleségével Sepsiszentgyörgyre, majd a közeli Zalán nevű faluba költözött, ahol jelenleg is él és alkot.2000 óta számos kiállításon, valamint képzőművészeti táborban vett részt: Dél-Koreában, Tajvanon, Mexikóban, Franciaországban, Szlovákiában, Magyarországon és Romániában.
2004 és 2011 között a Plugor Sándor Művészeti Líceum szobrászat és rajz tanára volt. 2013 és 2025 között a Lakóca Egyesület alapító tagja és alelnöke. 2018 és 2021 között az Erdélyi Művészeti Központ munkatársaként számos kiállítás szervezője és kurátora volt. 2021-ben az Erdélyi Művészeti Központ Egyesület elnöke.
2021 óta a sepsiszentgyörgyi Erdélyi Művészeti Központban megszervezett Erdélyi Kortárs Képzőművészeti Seregszemle főkurátora, valamint a Pécsi Tudományegyetem Sepsiszentgyörgyi Képzőművészeti Tanszékének óraadó tanára.

## Művészeti tevékenysége
Munkásságát modulos, szimmetrikus, többnyire fából készült szobrok, installációk és természetművészeti alkotások jellemzik, kiemelten a tobozpikkelyekkel borított szobrok. E sorozat egyik darabjával (Szív-Mag II.) 2016-ban elnyerte a III. Lih Pao Nemzetközi Szobrászati Biennálé aranyérmét Taipeiben.
Művészetének kulcsfogalmai: a szív, a gömb, a mag, az ismétlés, a szimmetria, a ritmus, a természet, a szakrális és profán.

## Díjak és ösztöndíak
- 2015 – Communitas Alapítvány Alkotói Ösztöndíja, Marosvásárhely
- 2016 – III. Lih Pao Nemzetközi Szobrászati Biennálé, aranyérem, Taipei (Tajvan)
- 2023-2026 – Magyar Művészeti Akadémia ösztöndíja

## Egyéni kiállítások
- 2013 – Inimiu, Atelier 030202, Bukarest
- 2017 – Új Kriterion Galéria, Csíkszereda
- 2018 – Erdélyi Művészeti Központ, Sepsiszentgyörgy
- 2022 – Profán szimmetria, Magyar Képzőművészeti Egyetem, Budapest